# Белоруссия (санаторий, Мисхор)
Белоруссия — санаторий в Крыму, принадлежащий Республике Беларусь. Находится на территории посёлка Кореиз, в районе Мисхор. Главный корпус санатория (корпус № 1) признан памятником градостроительства и архитектуры.

## История

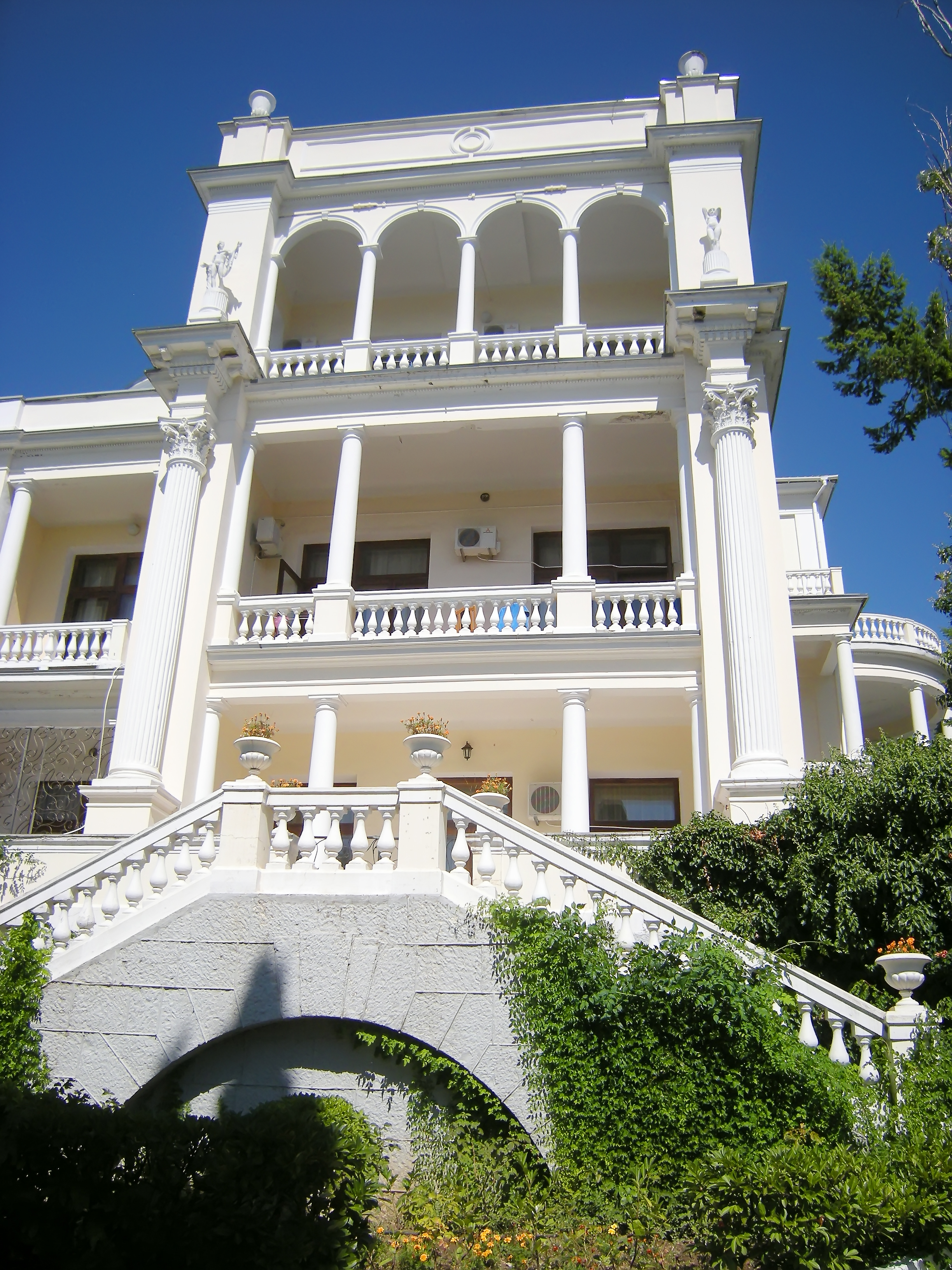
Передний фасад главного корпуса, 2017 год

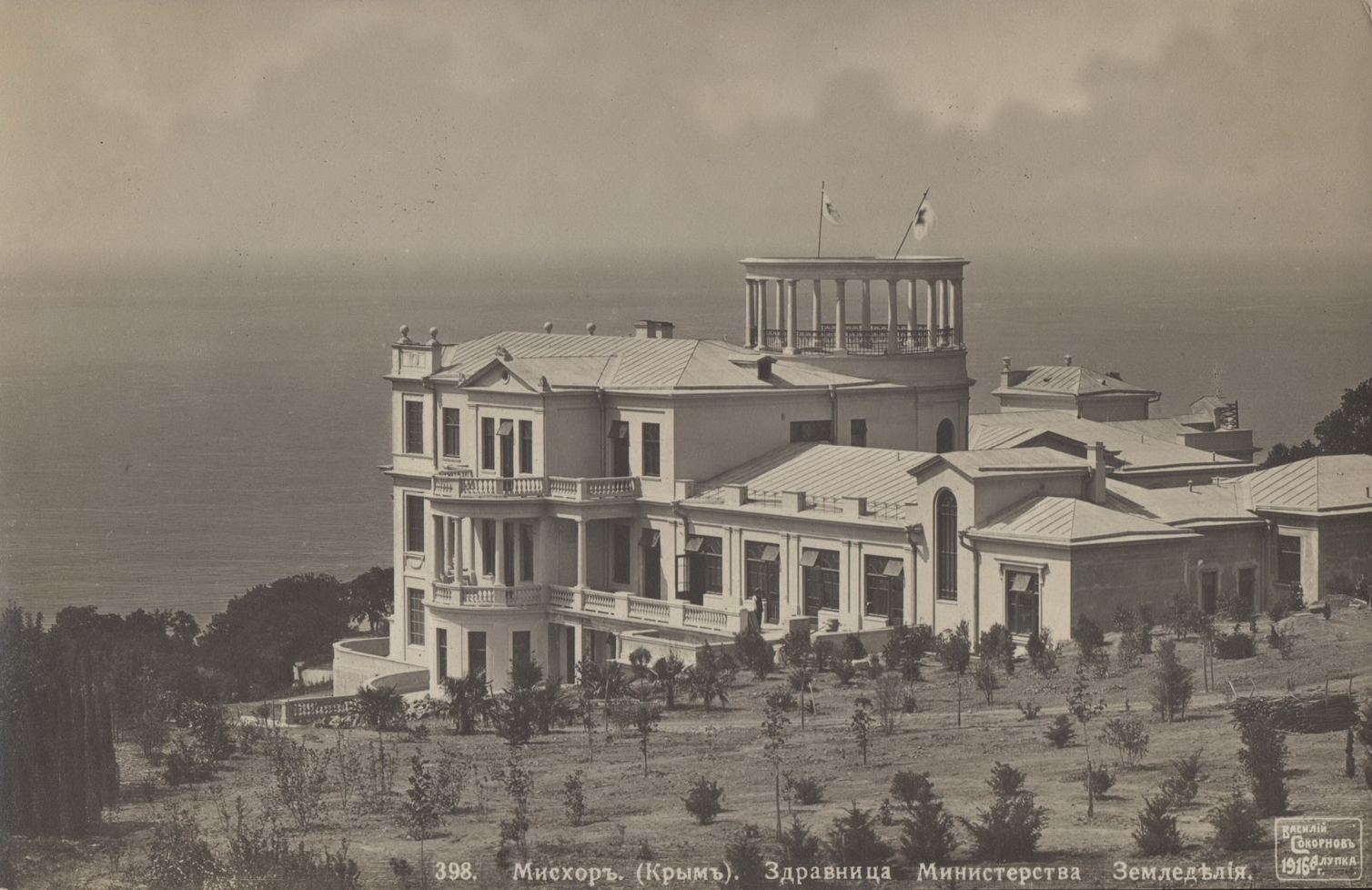
Здравница в 1916 году

Министерство земледелия и государственных имуществ Российской империи запланировало строительство санатория на территории деревни Мисхор в 1904 году, однако из-за отсутствия средств оно было начато на пожертвования лишь спустя десять лет. Архитектором главного здания санатория выступил Пётр Щёкотов, выполнивший его в стиле архитектуры Возрождения. Сооружение здания обошлось в 300 тысяч рублей. Вода в санаторий была проведена от Михайловского горного источника, которым владел великий князь Георгий Михайлович.
Финансовую помощь оказывал министр народного просвещения Павел Игнатьев, а почётным попечителем лечебного учреждения стал министр государственных имуществ Александр Кривошеин. В связи с этим построенное в 1916 году учреждение получило название «Мисхорская санатория Министерства земледелия имени статс-секретаря Александра Васильевича Кривошеина».
После установления советской власти в Крыму санаторий был национализирован и переименован в «Мисхорский санаторий имени наркомздрава Семашко», а позднее стал именоваться как «Горное солнце». В 1927 году ВЦИК и Совнарком РСФСР приняли решение передать учреждение в пользование Народного комиссариата здравоохранения РСФСР. В 1930-е годы санаторий принадлежал Курортному тресту ЮБК Наркомздрава РСФСР, а из-за финансовых трудностей не функционировал круглогодично. 24 ноября 1930 года Куртрест принял решение начать продажу вина из Мисхорского подвала «Южлечвино», который был построен на территории санатория ещё в XIX веке для нужд имения «Мисхор».
До начала Великой Отечественной войны санаторий имел два лечебных корпуса с физиотерапевтическим, зубоврачебным и рентген-кабинетами, лабораторией, ингаляторием, а также складами, мастерскими, гаражами, бензохранилищем, прачечной, оранжереей и жилыми домами для сотрудников. Ущерб санаторию, принесённый немецкими оккупационным режимом, был оценён советскими властями в 4 миллиона рублей. Вновь санаторий «Горное солнце» был открыт в 1947 году. В 1950-е годы был произведён капитальный ремонт помещений санатория и строительство корпуса № 4. В это же время филиалом «Горного солнца» являлся санаторий «Тюзлер».
В середине 1950-х годов санаторий был перепрофилирован в санаторий нервно-соматического направления и передан Министерству здравоохранения Белорусской ССР, получив название «Белоруссия». В последующий двадцатилетний период на территории санатория были построены спальные корпуса № 2 и 3, лечебный корпус и клуб-столовая. Приказом министра здравоохранения БССР от 23 февраля 1990 года санаторий был перепрофилирован в здравницу для лечения проживающих в районах, пострадавших от аварии на Чернобыльской АЭС. 24 марта 1999 года санаторий был передан Управлению делами Президента Республики Беларусь. В 2005 году было завершено строительство корпуса № 5.
После аннексии Крыма Россией санаторий испытывал проблемы с заполнением номеров, поскольку прекратилось прямое авиа- и железнодорожное сообщение между Крымом и Белоруссией через территорию Украины. Так, в апреле 2014 года наполняемость санатория составляла лишь 4 %. Белорусский государственный туроператор «Центркурорт» сообщал, что несмотря на открытую продажу путёвок в санаторий, отдыхающие вынуждены самостоятельно добираться до санатория «Белоруссия». В связи с этим руководство санатория начало переориентацию на продажу путёвок жителям России и Украины. В 2015 году санаторий был перерегистрирован по российскому законодательству, а в следующем году Республика Беларусь возобновила закупку путёвок с организацией трансфера через территорию Российской Федерации.
Главный корпус санатория (корпус № 1) постановлением Совета министров Республики Крым от 20 декабря 2016 года признан объектом культурного наследия России регионального значения как памятник градостроительства и архитектуры.